# Musée de Port Howard
Le musée de Port Howard est un musée ouvert en 1996 situé à Port Howard, dans les Îles Malouines. Il fait partie du musée des îles Malouines.

## Historique
Ouvert en 1996, le musée abrite une collection de souvenirs de la guerre de 1982, notamment des sièges éjecteurs, un grand parachute, des objets provenant des soldats argentins et diverses armes.